# Schronisko w Ostruszy Pierwsze
Schronisko w Ostruszy Pierwsze – schronisko we wsi Ostrusza w województwie małopolskim, w powiecie tarnowskim, w gminie Ciężkowice. Pod względem geograficznym znajduje się na Pogórzu Ciężkowickim będącym częścią Pogórza Środkowobeskidzkiego.
Schronisko znajduje się zbudowanej z piaskowca skale Pagoda, w lesie po zachodniej stronie drogi Ciężkowice – Staszkówka. Na skale tej uprawiana jest wspinaczka skalna. W południowo-wschodniej, pionowej ścianie skały, na wysokości kilku metrów, widoczne jest duże okno skalne. Dojście do niego wymaga wspinaczki (III w skali polskiej), ale jest drugi, łatwy do wejścia otwór północno-zachodni. Schronisko ma postać nyży o długości 4 m i szerokości 2 m pod okapem o jednometrowej wysokości. Powstało wskutek wietrzenia. Jego spąg to lita skała i nawiane przez wiatr liście. Jest w pełni widne.
Miejscowej ludności schronisko znane było od dawna. W piśmiennictwie po raz pierwszy wymienia go Z. Aleksandrowicz w 1970 r. Zinwentaryzował go i opisał T. Mleczek w 2009 r. On też sporządził jego plan.

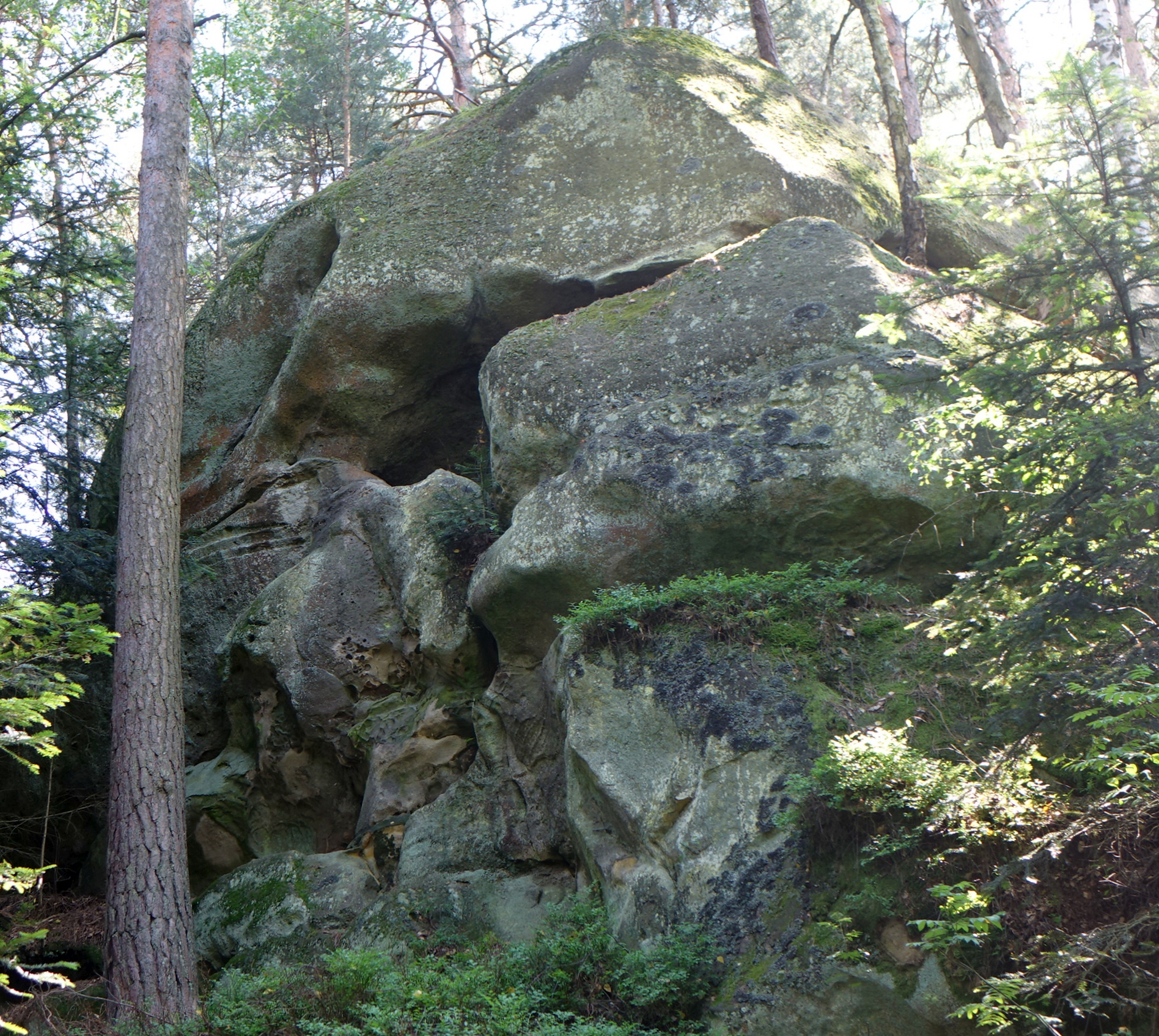
Otwór południowo-wschodni
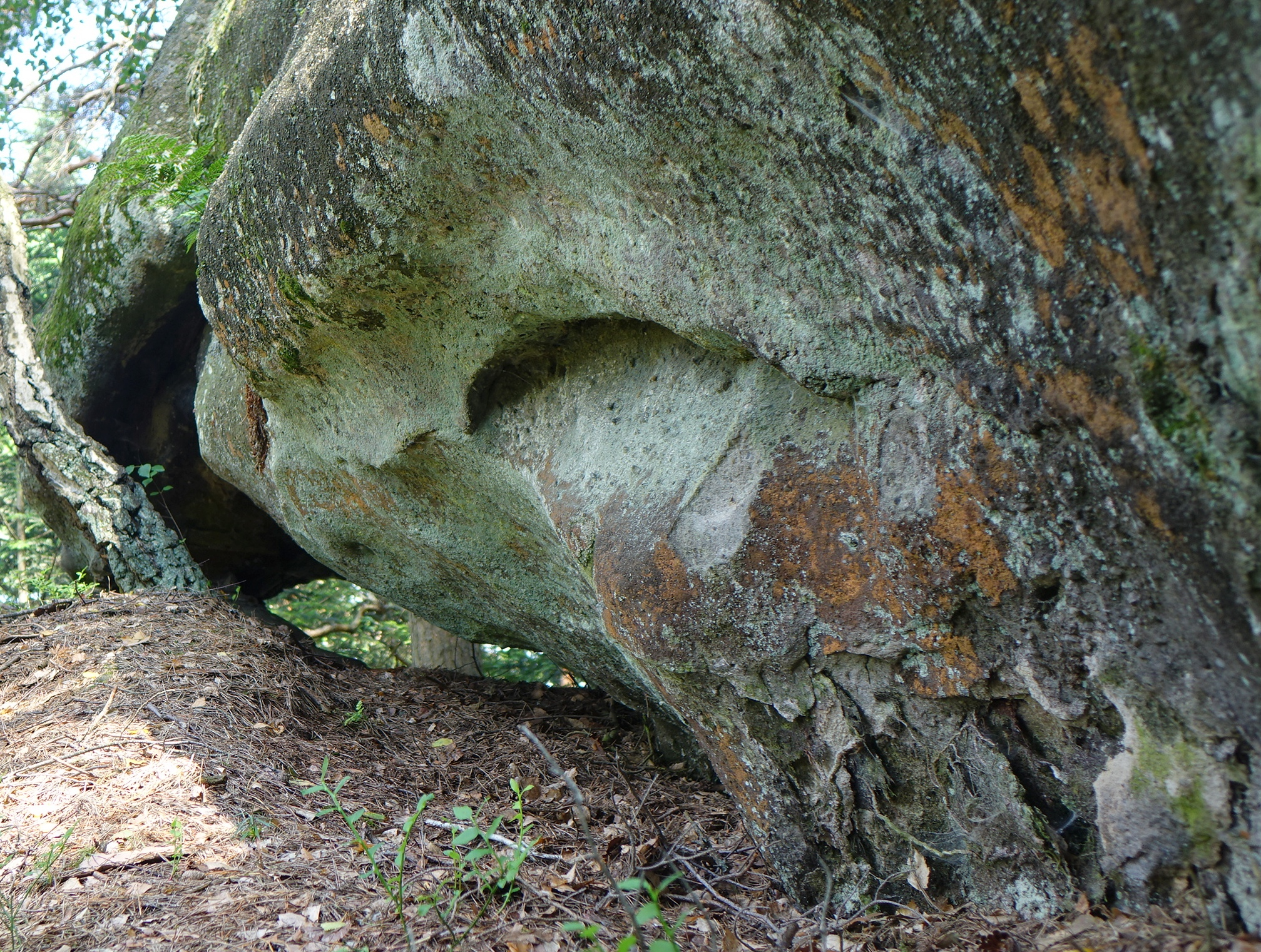
Otwór północno-zachodni
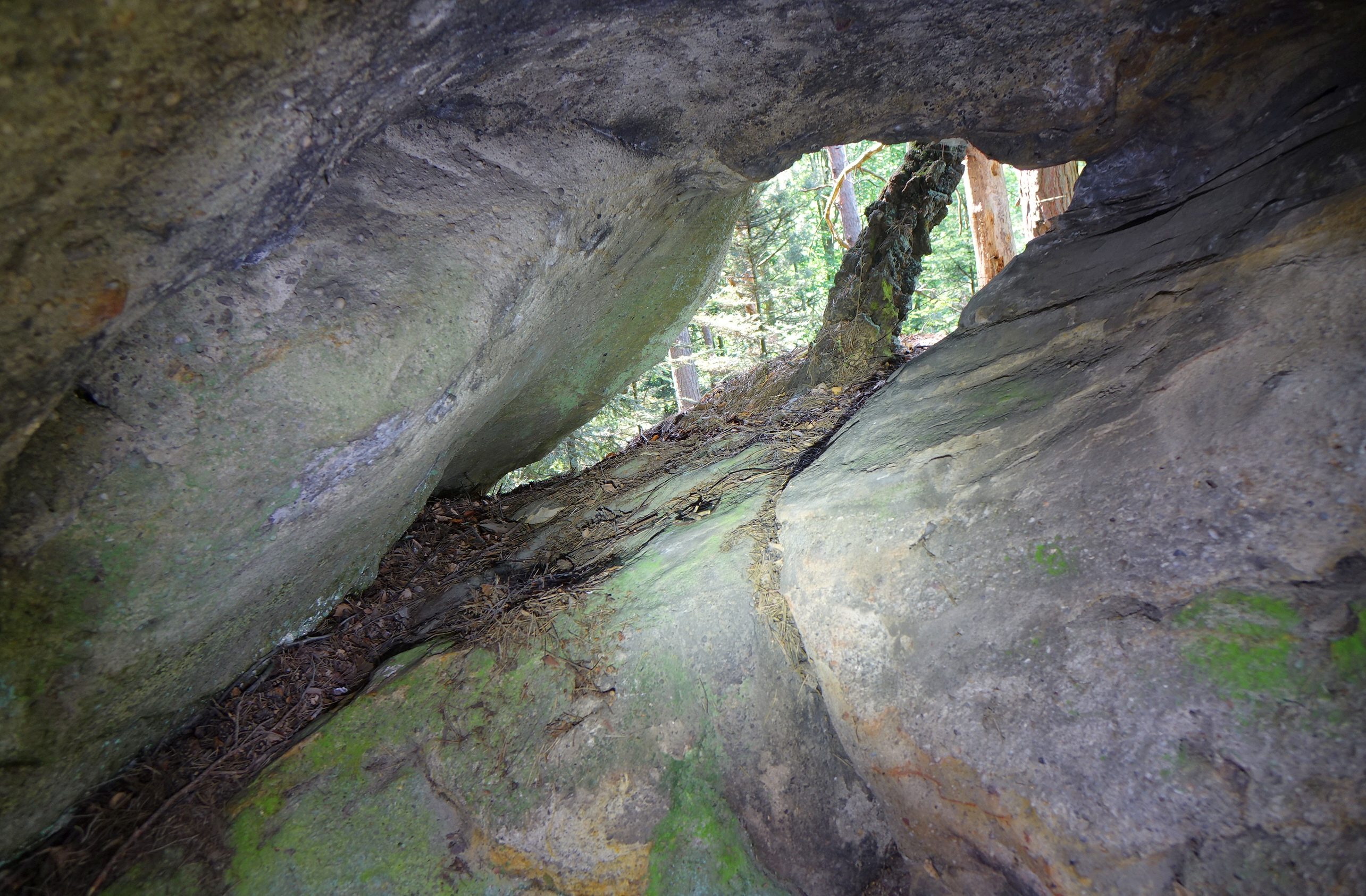
Korytarz z otworem północno-zachodnim

W skale Pagoda jest jeszcze Schronisko w Ostruszy Drugie.